# Paul Kantner
Paul Lorin Kantner (São Francisco, 17 de março de 1941 – São Francisco, 28 de janeiro de 2016) foi um músico estado-unidense de rock conhecido por ser co-fundador da banda de rock psicodélico Jefferson Airplane.

## Biografia
Paul Kantner liderou o Jefferson Airplane e diversas formações posteriores da banda, sendo primariamente um guitarrista, mas também auxiliando frequentemente no vocal de apoio na maioria das canções. Durante meados de 1965, foi recrutado pelo cantor Marty Balin para a fundação da banda.
Durante o período de transição no início da década de 1970, com a desintegração da banda, Kantner gravou Blows Against the Empire, um álbum conceitual com um grupo de músicos que ele chamou Jefferson Starship, marcando o primeiro uso desse nome. Essa edição da banda incluiu membros do Crosby, Stills, Nash & Young (David Crosby e Graham Nash) e membros do Grateful Dead (Jerry Garcia, Bill Kreutzmann e Mickey Hart), assim como alguns dos membros remanescentes do Jefferson Airplane (Grace Slick, Joey Covington e Jack Casady). Neste álbum, Kantner e Slick cantaram sobre um grupo de pessoas escapando da Terra em uma espaçonave sequestrada. Durante essa época Kantner e Slick tiveram um caso, e sua filha China Kantner nasceu logo após.
Kantner e Slick (com um grupo similar de músicos mas sem o crédito de "Jefferson Starship") lançaram também Sunfighter (1971) e Baron von Tollbooth & the Chrome Nun (1973). Já na época de lançamento deste segundo álbum, com Kaukonen e Casady devotando todo seu tempo no Hot Tuna,  os músicos da banda de Kantner e Slick formaram o núcleo da nova formação do Jefferson Airplane, denominados Jefferson Starship em 1974, agora oficialmente. A formação ainda incluía John Barbata, Papa John Creach, Pete Sears e Craig Chaquico. Apesar de Balin não estar nessa formação, ele reuniu-se com a banda durante o trabalho de gravação de Dragonfly, o primeiro do novo grupo.
Em 1984, Kantner deixou o grupo, mas não antes de tomar ações legais contra seus ex-colegas de banda sobre o nome "Jefferson". Ganhando a causa, o resto da banda teve que reduzir seu nome para "Starship", marcando a terceira encarnação do grupo. No ano seguinte, Paul Kantner reuniu-se com Balin e Jack Casady para formar o KBC Band, lançando somente um álbum homônimo em 1987 pela Arista Records.
Com a união dos três músicos, a KBC Band abriu portas para uma reunião completa do Jefferson Airplane. Em 1988, durante um concerto solo em São Francisco, Paul Kantner reuniu-se com Grace Slick e outros dois integrantes do Airplane para uma aparição pública que culminou em uma reunião formal com os membros da formação clássica de 1966-1970 da banda, incluindo Marty Balin mas sem Spencer Dryden. Um álbum homônimo foi lançado pela Columbia Records.
Kantner morreu em S. Francisco, dia 28 de janeiro de 2016 aos 74 anos, devido a falência múltipla dos órgãos e choque séptico depois de ter sofrido um ataque cardíaco, na sequência de outro ataque cardíaco que tivera dias antes.